# В мире должна царить красота
«В мире должна царить красота» (1916) — немой художественный фильм Евгения Бауэра. Фильм вышел на экраны 2 февраля 1916 года и имел большой успех, особенно в провинции. Фильм не сохранился.

## Сюжет
Сюжет не установлен. Известно, что фильм относили к жанру «фантастической драмы с психологическим сюжетом». В центре сюжета была демоническая красавица, актриса-колдунья Лия Ванда в исполнении Веры Холодной.

## Отзывы
Фильм не относили к числу творческих удач режиссёра Евгения Бауэра, однако критики обращали внимание на игру актрисы Веры Холодной.

Очередная картина — иначе её назвать нельзя, ибо ничего «особенного» в смысле постановке она из себя не представляет. У той же фирмы есть картины и пышнее и богаче. Выше постановки — исполнение. В центральной роли г-жа Холодная, одна из лучших наших кинематографисток. Г-жа Холодная делает замечательные успехи в смысле драматического содержания. Это особенно касается разработки мимики её красивого и на редкость кинематографического лица.
— «Театральная газета», 1916
Киновед Ирина Гращенкова отмечала:

 «В мире должна царить красота» (1916) — такое программное название дал Е. Бауэр одному из своих фильмов. Он даже имел смелость (или не осторожность) красоту поставить впереди правды. Советские киноведы взяли это высказывание в качестве обвинительного заключения в эстетстве и формализме.
— Гращенкова И.Н. Кино Серебряного века, 2005,  стр. 256